# 大洋洲南乳魚
大洋洲南乳魚，為輻鰭魚綱胡瓜魚目南乳魚科的其中一種。分布於紐西蘭的淡水流域，棲息在底中層水域，屬肉食性，生活習性不明。

## 擴展閱讀
維基物種上的相關：大洋洲南乳魚